# Université Danubius
L'université Danubius est une université de Galați, en Roumanie, fondée en 1992.